# Родригес, Хуан Мануэль
Хуан Мануэль Родригес (исп. Juan Manuel Rodríguez, 31 декабря 1771 — 1847) — центральноамериканский политик первой половины XIX века.

## Биография
Родился в 1771 году в Сан-Сальвадоре; его матерью была Хосефа Родригес. Отцом его был панамец Педро Дельгадо, с которым его мать не заключала брака. Во время революционных событий 1811 года был секретарём правящей хунты Сан-Сальвадора. Во время революционных событий 1814 года народным голосованием был избран мэром Сан-Сальвадора. Был арестован и приговорён к 6-летнему тюремному заключению, но в 1819 году был помилован.
В ноябре 1821 года стал членом Правящей хунты провинции Сан-Сальвадор, в составе которой в январе 1822 года подписал Акт об отделении Сальвадора от Королевства Гватемала, аннексированного Мексикой. Во время последовавшей войны отправился в составе делегации от провинции в США для переговоров о вхождении Сальвадора в состав этой страны на правах штата. Падение Мексиканской империи в 1823 году и последующее повторное провозглашение независимости Центральной Америки сделало эту дипломатическую инициативу ненужной.
14 марта 1824 года вступила в силу первая Конституция Федеративной Республики Центральной Америки, в соответствии с которой провинция была преобразована в штат Сальвадор. 22 апреля Конституционная ассамблея штата избрала Хуана Мануэля Родригеса политическим начальником штата. Он тут же издал декрет об отмене рабства, и учредил Сальвадорский диоцез, сделав Хосе Матиаса Дельгадо первым епископом Сальвадора.
В мае Конституционная ассамблея штата ввела в действие Конституцию Сальвадора. В соответствии с этой Конституцией были проведены выборы верховного правителя штата и его заместителя, которыми стали Хуан Висенте Вильякорта и Мариано Прадо. 1 октября 1824 года Хуан Мануэль Родригес передал исполнительную власть в штате Мариано Прадо, который исполнял обязанности главы штата вплоть до официальной инаугурации Вильякорты, состоявшейся 13 декабря.
Во время нахождения Родригеса у власти начало выходить первое в истории Сальвадора периодическое печатное издание — «El Portador de la Buena Nueva».
Умер от холеры в 1847 году.